# Coursan-en-Othe
Coursan-en-Othe ist eine französische Gemeinde mit 103 Einwohnern (Stand: 1. Januar 2022) im Département Aube in der Region Grand Est (vor 2016 Champagne-Ardenne). Sie gehört zum Kanton Aix-Villemaur-Pâlis im Arrondissement Troyes. 

## Geographie
Coursan-en-Othe liegt etwa 30 Kilometer südwestlich von Troyes. 
Nachbargemeinden sind Vosnon im Norden und Nordosten, Villeneuve-au-Chemin im Osten und Nordosten, Montfey im Osten und Südosten, Racines im Süden, Lasson im Westen und Südwesten sowie Sormery im Nordwesten.

## Bevölkerungsentwicklung
| Jahr                       | 1962 | 1968 | 1975 | 1982 | 1990 | 1999 | 2006 | 2011 | 2018 |
| -------------------------- | ---- | ---- | ---- | ---- | ---- | ---- | ---- | ---- | ---- |
| Einwohner                  | 117  | 104  | 114  | 99   | 103  | 97   | 99   | 100  | 104  |
| Quellen: Cassini und INSEE |      |      |      |      |      |      |      |      |      |

## Sehenswürdigkeiten

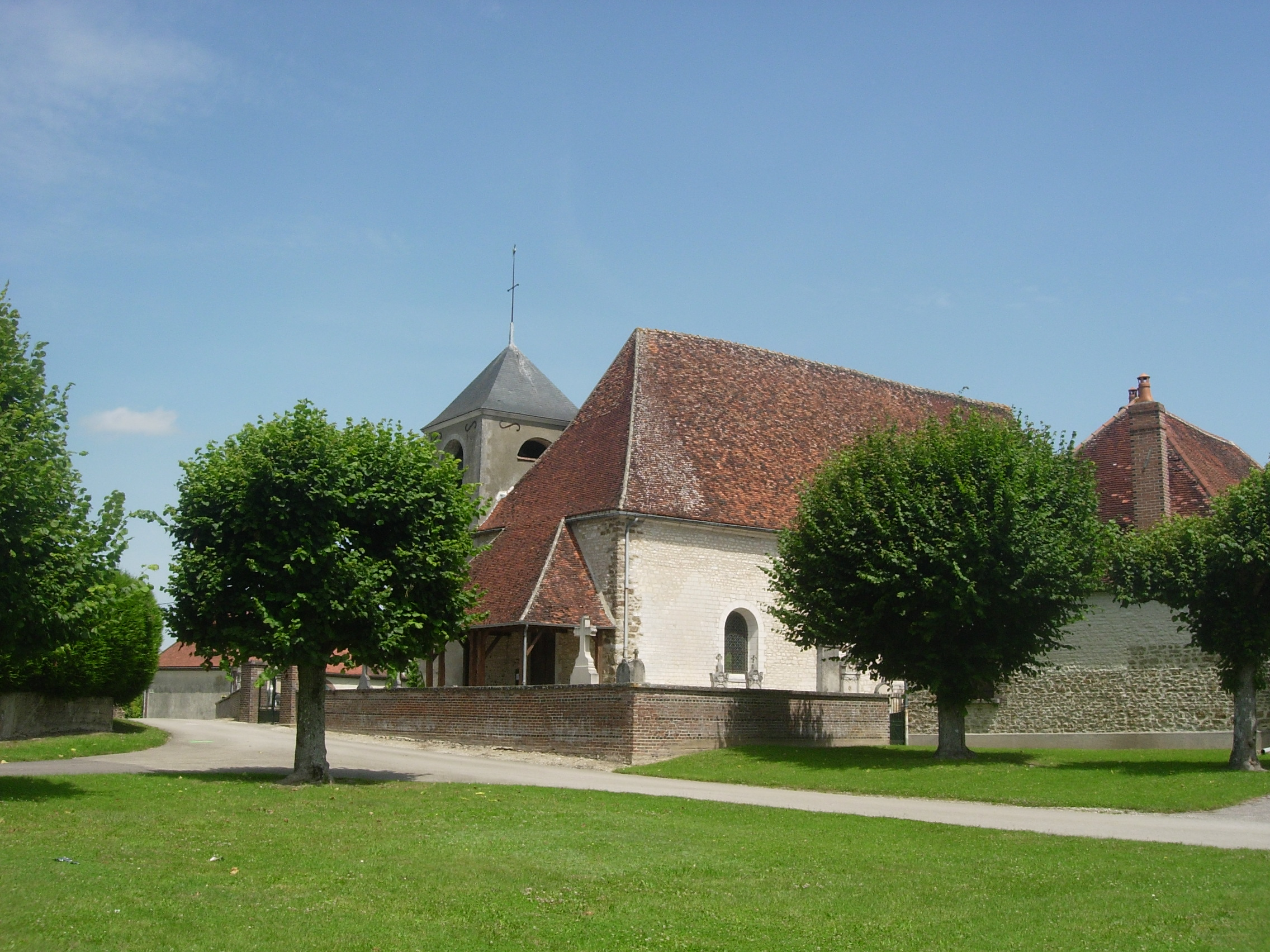
Kirche Saint-Martin
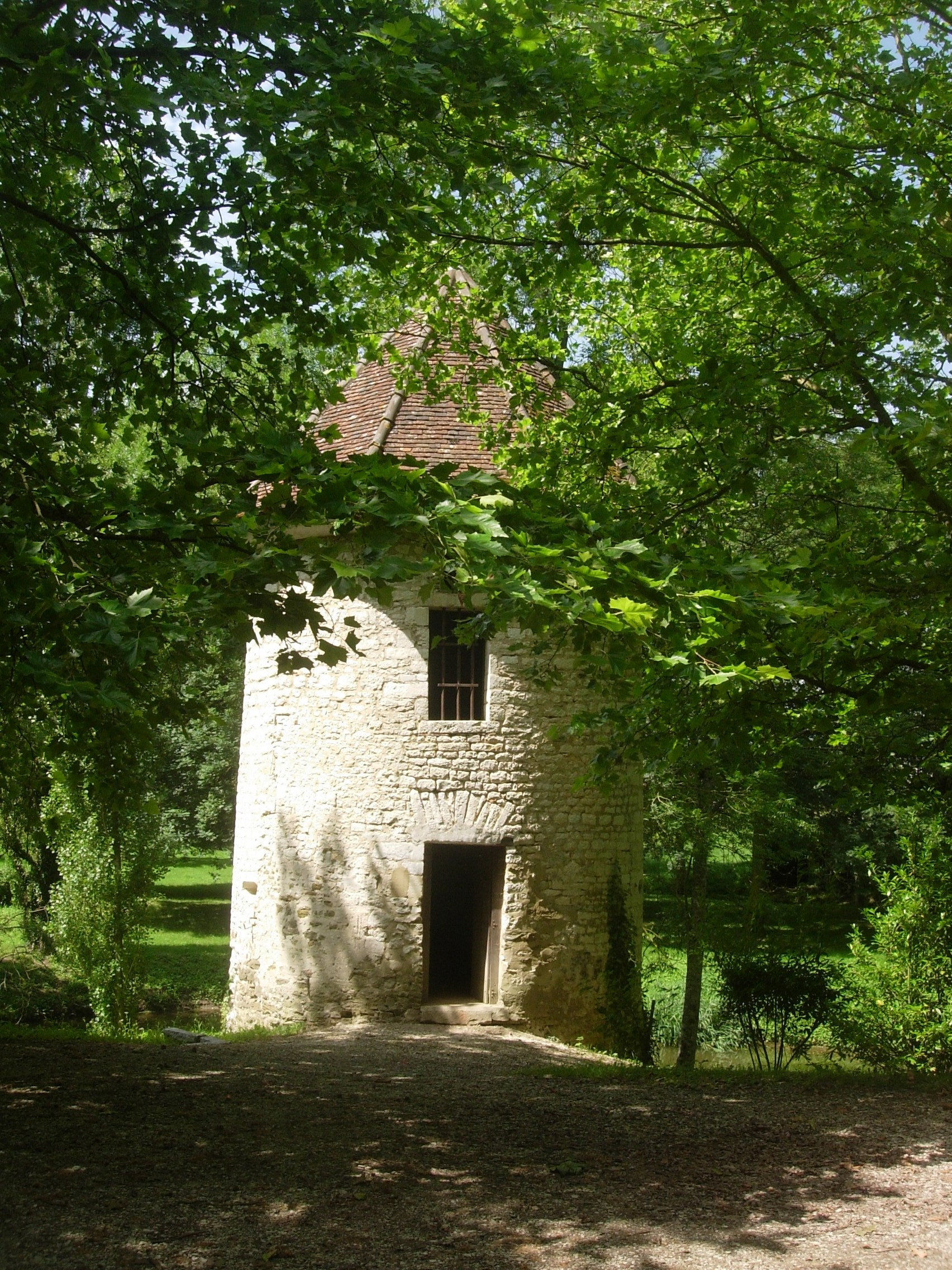
Schloss

- Kirche Saint-Martin
- Turm auf dem Schlossgelände von Coursan-en-Othe